# Liebigstraße 16 und 18 (Heilbronn)

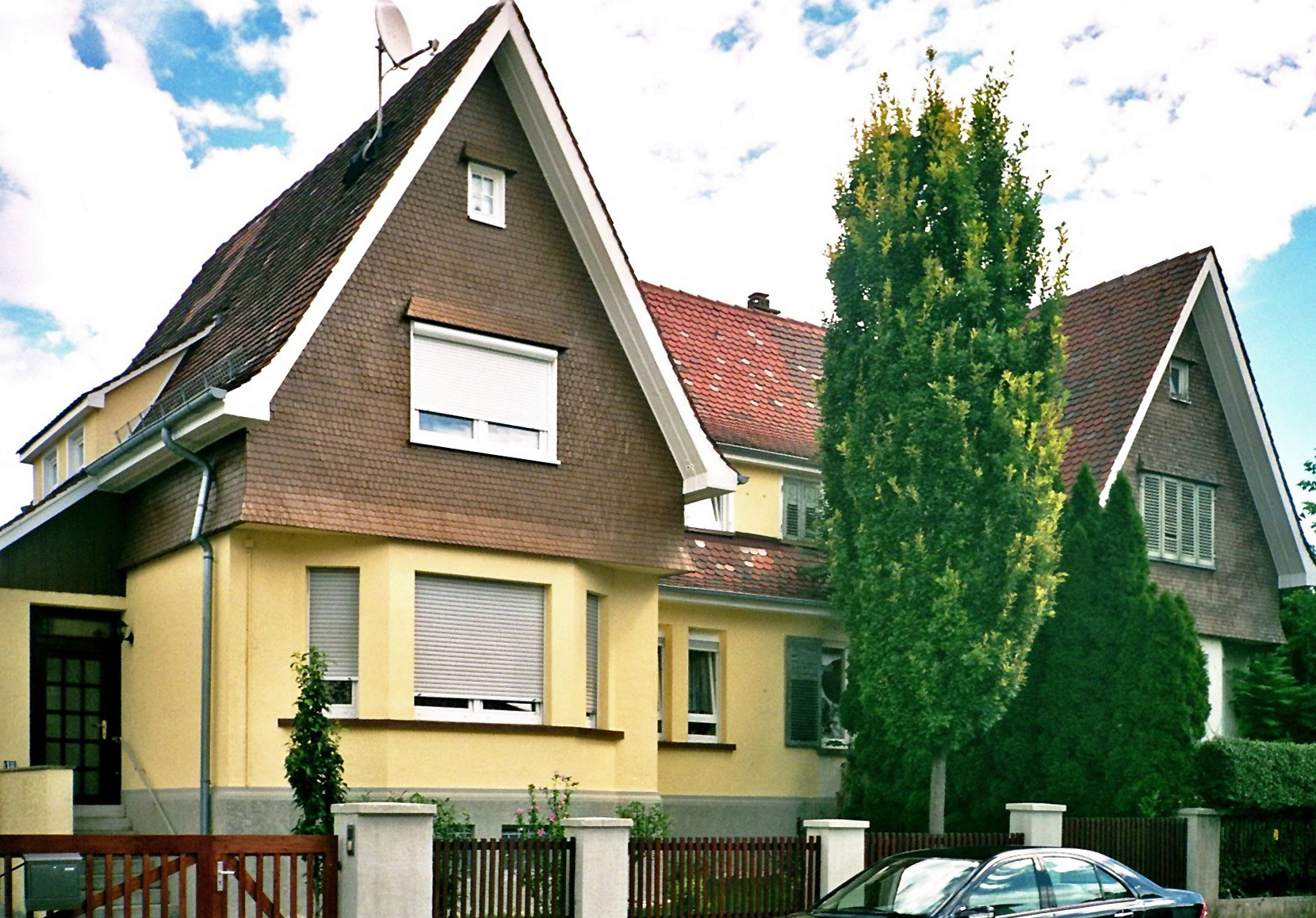
Liebigstraße 16–18 in Heilbronn

Das Doppelhaus Liebigstraße 16 und 18 ist ein denkmalgeschütztes Gebäude in Heilbronn. Es wurde für die höheren Angestellten der Knorr AG nach Plänen des Architekten Theodor Moosbrugger in den Jahren 1911 bis 1916 im Heimatstil errichtet.
Das Doppelhaus wurde im gleichen Stil wie das benachbarte Doppelhaus Liebigstraße 12 und 14 errichtet. Das auf dem Grundriss eines Hufeisens im Heimatstil errichtete Gebäude besitzt integrierte Erker. Die beiden straßenseitigen Giebel sind mit Schindeln verkleidet. Nur am Haus 16 sind die originalen Fensterläden am Giebel erhalten. 

## Geschichte
1950 bewohnten die Werkmeister Hermann Schülen und Karl Siller die Nr. 16, in Nr. 18 wohnten der Werkmeister Ernst Lutz, die Verkäuferin Else Vödisch und der Arbeiter Karl Barzik. 1961 wohnte neben Schülen der Mechanikermeister Erich Hofmann in Nr. 16, in Nr. 18 wohnte neben Barzik, der inzwischen kaufmännischer Angestellter war, noch der Architekt Anton Haberzettl.